# Апопатофобия

Мужской общественный туалет

Апопатофобия (от др.-греч. απόπατος «уборная» и φόβος «страх») — боязнь общественных туалетов. Эта фобия — один из видов социофобии. Людей с апопатофобией называют апопатофобами. Апопатофоб боится общественных туалетов, также скрытых камер в туалетах или туалетов для женщин и мужчин. Чаще всего фобия встречается в подростковом возрасте.

## Причины
Есть много причин развития апопатофобии, таких как детская психологическая травма или страх, психологическая травма во взрослом возрасте, особенность характера (брезгливость, ненависть к людям, застенчивость), боязнь заразиться болезнью. Также апопатофобия может передаваться по наследству.

## Симптомы
Если апопатофоб находится возле туалета, у него может случится приступ паники, в этот момент человек становится неадекватным. Соматические проявления: тошнота, рвота, головокружение, проблемы с дыханием, усиление сердцебиения, повышение давления, тремор, повышенное выделение пота и побледнение или покраснение кожи.

## Лечение
Апопатофоб может самостоятельно избавиться от апопатофобии, но чаще всего люди обращаются к психологу. Психологи используют гипноз, чтобы определить причину возникновении апопатофобии. Сначала апопатофоба обучают технике расслабления, затем он мысленно проигрывает ситуацию, как он будет вести себя в туалете. Затем он пробует это в реальной жизни.

## Опасность
Апопатфоб старается не выходить из дома, чтобы не посещать туалет в общественных местах. Из-за этого человек становится замкнутым.